# Blue Suede Shoes
Blue Suede Shoes (Blaue Velourslederschuhe) ist ein Rockabilly-Song von Carl Perkins, der 1956 zu seinem größten Hit wurde. Auf der Liste der 500 besten Songs aller Zeiten des Rolling Stone belegt er Platz 95. Ebenfalls sehr bekannt ist die Interpretation von Elvis Presley aus demselben Jahr.

## Entstehungsgeschichte
Das Lied basiert auf einer Geschichte von Johnny Cash. Während seiner Stationierung in Landsberg am Lech hatte Cash einen Vorgesetzten namens C.V. White. Dieser legte sehr viel Wert auf sein Äußeres und fragte immer wieder nach, ob er gut aussehe. Wenn er weiterging, sagte er zum Abschied immer „Just don’t step on my blue suede shoes“ („Tritt mir bloß nicht auf meine blauen Velourslederschuhe“). Jahre später erzählte Cash diese Geschichte Carl Perkins. Einige Tage später fiel Perkins ein junger Mann auf, der versuchte, seine Freundin beim Tanzen auf Distanz zu halten, damit sie nicht auf seine neuen Schuhe trat. Perkins schrieb das Lied über beide Begebenheiten.

## Die Version von Carl Perkins
Blue Suede Shoes wurde am 19. Dezember 1955 in  Memphis aufgenommen und am 1. Januar 1956 als Single von Sun Records (#234) veröffentlicht. Die B-Seite ist Honey Don’t. Der Song erreichte zunächst Platz 1 der regionalen Country-Charts in Memphis und wurde am 3. März 1956 zeitgleich mit Elvis Presleys Heartbreak Hotel erstmals in den nationalen Pop-Charts gelistet, wo die beiden Titel sich in den folgenden Wochen ein Kopf-an-Kopf-Rennen bis an die Spitze lieferten. Perkins Blue Suede Shoes blieb 21 Wochen in den Pop-Charts gelistet und erreichte als höchste Platzierung Rang 2, kurz vor dem Ziel überholt von Heartbreak Hotel. In den überregionalen Billboard-Country-Charts kam Blue Suede Shoes auf Platz 3.
Als Perkins Single Blue Suede Shoes sich im April 1956 eine Million Mal verkauft hatte, schenkte der Inhaber von Sun Records, Sam Phillips, Perkins einen Cadillac. Der Song war der erste Millionenseller von Sun Records. Ein schwerer Autounfall im Frühjahr 1956 verhinderte, dass Carl Perkins einen Nachfolgevertrag unterschreiben konnte und beendete beinahe dessen Karriere. In Deutschland erschien die Originalversion im Juni desselben Jahres auf dem Label London Records (DL 20 037), das von Teldec vertrieben wurde.

## Die Version von Elvis Presley

Single Blue Suede Shoes von Elvis Presley, deutsche Pressung von RCA Records, 1957

Anfang 1956 nahm Elvis Presley eine eigene Version von Blue Suede Shoes auf. Seine Version erschien im Gegensatz zu Perkins’ zunächst nicht als Single, sondern zusammen mit mehreren anderen Titeln auf einer Extended Play und auf Presleys erstem Album. Dies geschah in Absprache zwischen RCA Records und Sun Records, denn RCA hatte Presleys Vertrag erst im November 1955 von Sam Phillips gekauft. Diese Vorgehensweise kam Presley, der Perkins von gemeinsamen Auftritten persönlich kannte, entgegen – er war zunächst nicht begeistert von dem Vorschlag seiner neuen Plattenfirma, den Song zu covern, zumal er mit Heartbreak Hotel schon einen eigenen Hit auf den Weg gebracht hatte.
Presley sang Blue Suede Shoes erstmals live im Rahmen seines dritten Fernsehauftritts in der Stage Show der Brüder Jimmy und Tommy Dorsey am 11. Februar 1956. Durch die Beliebtheit bei den DJs, die Presleys Version häufig im Radio spielten, kam sie Anfang April ungewöhnlicherweise ausschließlich über diesen Weg in die Single-Charts, wo sie später als höchste Notierung Platz 20 erreichte. Eine Single Presleys mit Blue Suede Shoes und Tutti Frutti erschien erst im September 1956. In Deutschland erfolgte die Veröffentlichung der RCA-Single im Januar 1957 (#47-6636), abermals im Vertrieb der Teldec.
Perkins hatte nach eigener Aussage zunächst Befürchtungen, dass Presleys schnellere Version dem Erfolg seiner eigenen Single schaden könnte, vor allem, nachdem er während seines Krankenhausaufenthaltes im April Presleys Live-Version in der Milton Berle Show gesehen hatte. Seine Befürchtungen erwiesen sich jedoch schnell als unbegründet, da das Fehlen einer Singleversion zu Beginn den Verkauf und damit die Chartposition erwartungsgemäß hemmte. Die Situation führte für Perkins und Presley nicht zu einem Konkurrenzverhältnis. Beide verstanden sich weiterhin gut, wie letztendlich auch anhand der Dialoge im Rahmen der bekannten Million-Dollar-Quartett-Session vom Dezember 1956 zu hören ist.
Im Vergleich zu seiner eigenen, sehr erfolgreichen Version von Blue Suede Shoes beschreibt Perkins die seines Kollegen Presley wie folgt:

“I loved it. He did it faster than I did; it had a real groove to it. I still like it today and sometimes catch myself unconsciously speeding it up and doing it his way. Ain’t that strange? But I had no idea he was gonna record it and when I saw him do it live on television, I gotta admit that I felt real proud.”

„Ich liebte seine Version. Sie ist schneller als meine und hat einen wirklichen Groove. Ich mag sie heute immer noch und erwische mich manchmal dabei, dass ich unbewusst das Tempo erhöhe, wenn ich sie selbst spiele. Ist das nicht komisch? Ich hatte keine Ahnung, dass er den Song selbst aufnehmen würde, und als ich ihn live im Fernsehen sah, so muss ich gestehen, war ich stolz.“

## Weitere Coverversionen

Label der Single Die blauen Wildlederschuhe von Paul Kuhn, 1956

Blue Suede Shoes wurde zahlreich gecovert, vor allem von Musikern im Bereich der Rhythm & Blues, Rock'n'Roll und Rockabilly. Die Plattform cover.info verzeichnete im März 2022 insgesamt 149 Versionen des Liedes in mehreren Sprachen und auf secondhandsongs.com waren über 300 Versionen verzeichnet. Unter anderem wurde das Lied von der Plastic Ono Band, Black Sabbath, Buddy Holly, Lemmy Kilmister, den Toy Dolls und Jimi Hendrix gecovert. Die erste deutschsprachige Version wurde am 24. Juli 1956 von Paul Kuhn aufgenommen und von EMI Electrola auf dem Columbia-Label veröffentlicht. Der deutsche Text von Die blauen Wildlederschuhe stammt von Peter Moesser.